# 4じげんぼうPポコ
『4じげんぼうPポコ』は、藤子不二雄の藤本弘（独立後の名義は藤子・F・不二雄）による日本の幼年・少年漫画。

## 概要
1970年代半ばに描かれた藤本の幼年向け作品のうちの一つ。変身が得意な不思議な生物「Pポコ」とたけしの友情が描かれている。
モッコロくんに引き継ぐ形で幼稚園と小学一年生の2誌で1975年（昭和50年）から翌年春にかけて連載され、合計で23話描かれた。

## あらすじ
『幼稚園』編
たけしが家で留守番をしていると、天井からPポコが現れ、たけしのケーキを取ってしまう。怒ったたけしがPポコを探していると、二階に泥棒が入っているところを見つける。たけしは縄で縛られたが、そこへやってきたPポコが泥棒を退治してくれる。
『小学一年生』編
動物園ごっこに入れてもらいたいたけしがママに動物を飼ってほしいと頼むが、反対されてしまう。諦めきれないたけしが森に動物を探しに行ったところ、Pポコと出会う。Pポコが化けることができると知ったたけしは象に化けてもらい、みんなを驚かせる。

## 登場人物
Pポコ（ピーポコ）
架空世界からの来訪者。柔らかい身体を持ち、変形自由で変身するのが得意。ただし、変身の能力は気が向かない限り使わない。ゾウなどの大きなものに化けるときは中に空気を入れているという。初期は「ピーポコ」としか喋らなかったが、途中から言葉をしゃべり始めた。
たけし
「幼稚園」版では留守番中、「小学一年生」版では森で動物を捕まえようとしていたところにPポコがやってきて友達になる。藤子・F・不二雄作品では珍しく姉がいる。
ママ
たけしの母。
パパ
たけしの父。眼鏡をかけている。
おねえちゃん
たけしの姉。お転婆で怒りっぽい。「ごうひでき」のファン。
デカ山（デカやま）
ようこちゃん

## 各話リスト

### 『幼稚園』掲載作品
| 番 | 初出掲載号   | 頁 | 題名                     |
| -- | ------------ | -- | ------------------------ |
| 1  | 1975年04月号 | 4  | 4じげんから来た友だち    |
| 2  | 1975年05月号 | 4  | ようこちゃんのたん生日   |
| 3  | 1975年06月号 | 4  | 巣箱は小鳥でいっぱい     |
| 4  | 1975年07月号 | 4  | かみなりが来たよ         |
| 5  | 1975年08月号 | 4  | おばけトンボ             |
| 6  | 1975年09月号 | 4  | あこがれのようち園       |
| 7  | 1975年10月号 | 4  | ライオンなんかこわくない |
| 8  | 1975年11月号 | 4  | ちゅうしゃこわい         |
| 9  | 1975年12月号 | 2  | ママがタコあげ？         |
| 10 | 1976年01月号 | 2  | おきゃくさまが来た       |
| 11 | 1976年02月号 | 2  | 楽しい豆まき             |
| 12 | 1976年03月号 | 2  | さようなら、Ｐポコ       |

### 『小学一年生』掲載作品
| 番 | 初出掲載号   | 頁 | 題名                   |
| -- | ------------ | -- | ---------------------- |
| 1  | 1975年04月号 | 6  | ぼく、Ｐポコ           |
| 2  | 1975年05月号 | 5  | きょうふのおねえちゃん |
| 3  | 1975年06月号 | 4  | おせんたくそうどう     |
| 4  | 1975年07月号 | 6  | 小鳥の巣をまもれ       |
| 5  | 1975年08月号 | 5  | Ｐポコのお絵かき       |
| 6  | 1975年09月号 | 6  | 白か、黒か！？         |
| 7  | 1975年10月号 | 8  | おねえちゃんのすきな人 |
| 8  | 1975年11月号 | 4  | デカ夫にしかえし       |
| 9  | 1975年12月号 | 4  | おとしものをとどけよう |
| 10 | 1976年01月号 | 4  | お年玉がほしい         |
| 11 | 1976年02月号 | 3  | 大きな雪だるま         |

## 書誌情報
- 『藤子・F・不二雄大全集 モッコロくん』小学館、全1巻、ISBN 978-4-09-143450-0